# Solomon (Händel)
Solomon (HWV 67) är ett oratorium av Georg Friedrich Händel. Librettot bygger på Bibelns berättelser om den vise kung Salomo och är tillägnat Newburgh Hamilton. Musiken komponerades mellan den 5 maj och 13 juni 1748 och premiären ägde rum i London den 17 mars 1749.

## Roller
- Solomo (alt)
- Solomos drottning (sopran)
- Nicaule, Drottningen av Saba (sopran)
- Första skökan (sopran)
- Andra skökan (mezzo-sopran)
- Zadok, överste präst (tenor)
- En levit (bas)
- Tjänare (tenor)
- Kör av präster
- Kör av er

## Media
|  |
|  |